# Ludwigsstadt
Ludwigsstadt er en by i Landkreis Kronach i Regierungsbezirk Oberfranken i den tyske delstat Bayern.

## Geografi
Ludwigsstadt er den eneste kommune i Bayern, der ligger nord for den gamle grænsevej Rennsteig. Byens omgivelæser er præget af landskaberne Frankenwald og Thüringer Schiefergebirge. Ludwigsstadt ligger ved floden Loquitz (biflod til Saale), omkring fire kilometer fra grænsen til delstaten Thüringen.

### Inddeling
Kommunen består ud over Ludwigsstadt af disse landsbyer:
- Ottendorf
- Ebersdorf
- Lauenhain
- Lauenstein
- Steinbach an der Haide

## Historie
Navnet Ludwigsstadt kommer formentlig fra Ludwig, Vogt von Ludewichsdorf der i 1269 havde området i sin besiddelse.
Allerede i 1222 nævnes byen Lauenstein som Lewinsteine; Lauenstein mistede i 1490 sine stadsrettigheder. Fra 1803 hørte Ludwigsstadt til Bayern.
Ludwigsstadt/Probstzella var fra 1945 til 1990 grænsebanegård til den russiske besættelseszone, og senere Østtyskland, da den ligger ved Frankenwaldbanen, som går fra Saalfeld/Saale til Bamberg.